# Karsten Wettberg
Karsten Wettberg (* 10. November 1941 in Friesack) ist ein deutscher Fußballtrainer und Fußballfunktionär. Er war bei über 15 Vereinen als Trainer aktiv und wird insbesondere mit dem TSV 1860 München in Verbindung gebracht. Anfang der 1990er Jahre führte er die Münchener Löwen in die 2. Bundesliga und erhielt von den Anhängern der Mannschaft den Spitznamen „König von Giesing“. Zwischen dem 28. März 2007 und dem 26. Mai 2008 war er zudem Vizepräsident des Vereins.

## Werdegang
Seine aktive Zeit als Fußballspieler bestritt der gebürtige Brandenburger Wettberg im Amateurbereich. Der seit 1974 im niederbayerischen Elsendorf beheimatete Postoberamtsrat spielte beim FC Mainburg, dem TSV Elsendorf und beim SV Saal.
Beim SV Saal begann Wettberg seine Trainerkarriere. Bis 1980 begleitete er die Geschicke der Mannschaft, ehe er den Trainerposten beim Zweitligaabsteiger MTV Ingolstadt übernahm. Unter seiner Leitung dominierte die Mannschaft die Bayernliga in der Spielzeit 1980/81 mit sechs Punkten Vorsprung auf die zweitplatzierte Amateurmannschaft des 1. FC Nürnberg, aufgrund der Einführung der eingleisigen 2. Bundesliga gab es jedoch in jenem Jahr keinen Aufsteiger. Als bayerischer Vertreter in der Amateurmeisterschaft 1981 scheiterte die Mannschaft im Halbfinale am Hamburger Klub FC St. Pauli. Mit zwei vierten Tabellenplätzen hielt sich der Klub zwar auch in den beiden anschließenden Spielzeiten im vorderen Ligabereich, hatte aber deutlichen Abstand auf den jeweiligen bayerischen Meister.
1983 übernahm Wettberg den Lokalrivalen ESV Ingolstadt-Ringsee, den er am Ende seiner ersten Spielzeit als Meister aus der viertklassigen Landesliga Bayern in die Bayernliga führte. In der Spielzeit 1985/86 betreute er die SpVgg Landshut. Den Klub führte er zur Meisterschaft in der Bayernliga, jedoch hatte der Verein keine Lizenz für die 2. Bundesliga beantragt. Später führte er es darauf zurück, dass seinerzeit in Landshut Eishockey Vorrang vor dem Fußball hatte. Zwar konnte der Klub in der folgenden Spielzeit nicht an den Erfolg anknüpfen, der aufstrebende Ligakonkurrent SpVgg Unterhaching streckte jedoch seine Fühler nach Wettberg aus.
Auch mit der SpVgg Unterhaching gewann Wettberg die Bayernliga. Mit lediglich einem Sieg gegen den badischen Vertreter FV 09 Weinheim und insgesamt vier Punkten scheiterte die Mannschaft jedoch 1988 in der Aufstiegsrunde zur 2. Bundesliga, nach erfolgreicher Titelverteidigung in der Bayernliga zog der Klub jedoch im Folgejahr erneut in die Aufstiegsrunde ein. Dieses Mal setzte sich die Mannschaft mit drei Siegen und sieben Punkten vor dem SSV Reutlingen 05 und dem SV Edenkoben durch, allerdings war die zweithöchste deutsche Spielklasse für die Hachinger zu stark: Sie stiegen als Tabellenletzter direkt wieder ab.
Nach dem Abstieg zog Wettberg im Frühjahr 1990 zum TSV 1860 München weiter, wo er zwölf Spieltage vor Saisonende Wilhelm Bierofka beerbte. Zwar blieb die Mannschaft unter seiner Leitung bis zum Saisonende ohne Niederlage, dennoch verpasste der Klub am letzten Spieltag mit einem 3:3-Unentschieden gegen den von Werner Lorant betreuten Konkurrenten 1. FC Schweinfurt 05 den ersten Platz. Im Sommer 1991 gelang ihm schließlich ebenfalls die Meisterschaft in der Bayernliga und der anschließende Aufstieg in die zweite Liga in der Aufstiegsrunde. Im folgenden Jahr wurde er kurz vor Saisonende entlassen, weil die Mannschaft auf einem Abstiegsplatz  stand und in den Relegationsspielen der Abstieg drohte. Drei Jahre später kam er zum FC Augsburg. Nach zweijährigem Engagement wurde er für drei Jahre Trainer des SSV Jahn Regensburg, den er aus der Landesliga in die Regionalliga Süd führte. Von 2004 bis 2006 trainierte er die Mannschaft des Freien TuS Regensburg. Der Vertrag wurde im Dezember 2006 vorzeitig aufgelöst. Anfang April 2009 wurde Karsten Wettberg vom abstiegsbedrohten Bayernligisten SV Seligenporten verpflichtet, mit dem ihm zunächst der Klassenerhalt und 2012 der Aufstieg in die Regionalliga Bayern gelang.
Seit der Saison 2013/14 trainierte Wettberg den ATSV Kelheim, mit dem er in seiner ersten Saison Meister der Kreisliga Landshut wurde. Anschließend stieg das Team unter seiner Führung gleich erneut auf. Zur Saison 2015/16 wechselte Wettberg jedoch zu seinem Heimatverein FC Mainburg, das Engagement endete jedoch am Ende der Saison wieder.
Im April 2017 gab der SV Donaustauf bereits vor den entscheidenden Relegationsspielen um den Aufstieg in die Bayernliga bekannt, dass Karsten Wettberg zu Beginn der Saison 2017/2018 die Nachfolge von Klaus Augenthaler antreten wird.
In einem Interview mit dem Bayerischen Rundfunk am 27. Oktober 2017 kritisierte Wettberg eine zunehmende Kommerzialisierung auch des Amateursports, in den Nachwuchsspieler aus aller Welt geholt werden. „Das ist Menschenhandel. Das ist das schlimmste, was es überhaupt gibt“, sagte Wettberg zu dem Phänomen, dass Spielervermittler junge Fußballer aus Brasilien, Japan oder Osteuropa nach Deutschland holen. Nicht alle schaffen es überhaupt, einen Verein zu finden, sondern landen auf der Straße.
Neben seiner Trainertätigkeit betreibt Wettberg eine Fußballschule.

## Grünwalder Stadion
Karsten Wettberg setzt sich engagiert für den Erhalt des Grünwalder Stadions in München ein und unterstützt außerdem die Freunde des Sechzgerstadions.

## Politik
Wettberg ist Mitglied der SPD, für die er seit 2002 im Kreistag des Landkreises Kelheim sitzt.

## Trivia
Dem Trainer Wettberg werden im Amateurfußball 51 Meisterschaften, oft Staffelsiege, die mit Aufstiegen verbunden waren, und Pokalsiege zugeschrieben.